# Dempsey Bob
Dempsey Bob, né en 1948, est un sculpteur de la côte Nord-Ouest de la Colombie-Britannique au Canada, issu des Premières Nations Tahltan et Tlingit.

## Biographie
Dempsey Bob est né en 1948 dans le village tahltan de Telegraph Creek sur la rivière Stikine dans le nord-ouest de la Colombie-Britannique. Il est issu des Premières Nations Tahltan et Tlingit et fait partie du clan matrilinéaire du Loup. Il grandit à Port Edward près de Prince Rupert où ses parents travaillent à la conserverie de poisson. Son père est aussi charpentier et l'un de ses arrière-grands-pères était sculpteur. Enfant, il fabrique avec son frère ses jouets en bois : arcs et flèches, lance-pierres, épées mais aussi canoés,.
Il commence son apprentissage en 1969 comme élève de la sculptrice haïda Freda Diesing de Prince Rupert en C.-B. En 1972-1974, il étudie à la Gitanmaax School of Northwest Coast Indian Art ('Ksan) de Hazelton (C.-B.) en territoire gitksan et y enseignera durant plusieurs années. En 2006, il participe à la fondation de la Freda Diesing School of Northwest Coast Arts, afin de poursuivre l’héritage de Diesing et guider la prochaine génération d’artistes des Premières Nations. Ses apprentis comptent le sculpteur tahltan, Dale Campbell, et le sculpteur tlingit, Keith Wolfe Smarch. En 2013, il est fait officier de l'Ordre du Canada (2013) pour son œuvre en tant que sculpteur et professeur de la prochaine génération de sculpteurs,.

## Expositions

### Collections permanentes
- Maison du Canada à Londres (Grande-Bretagne);
- Smithsonian Institution à Washington (États-Unis) ;
- Hamburgisches Museum fur Volkerskkunde à Hambourg (Allemagne) ;
- Galerie d'art de Vancouver / Vancouver Art Gallery (Canada) ;
- Musée d'ethnologie d'Osaka (Japon)[2],[4]

### Expositions temporaires
- 2022-2024 : Le clan du loup : l'Art de Dempsey Bob ; rétrospective itinérante débutée au musée Audain de Whistler et passant par le Musée des beaux-arts de Montréal[5],[6].

## Distinctions
- 2013 : officier de l'Ordre du Canada ;
- 2021 : Prix du Gouverneur général en arts visuels et médiatiques[5].